# Komitat Nyitra
Komitat Nyitra (węg. Nyitra vármegye, łac. comitatus Nitriensis, pol. komitat Nitra) – dawny komitat w północnej części Królestwa Węgier, w Górnych Węgrzech.
Komitat był jednym z najstarszych na Węgrzech, powstał prawdopodobnie już w X w. W okresie między 1663 a 1685 r. południowa część komitatu była okupowana przez Imperium Osmańskie i wchodziła w skład  ejaletu Uyvar. Siedzibą władz komitatu był zamek w Nitrze, od którego komitat wziął swą nazwę.
W okresie przed I wojną światową komitat dzielił się na dwanaście powiatów i trzy miasta.
Po traktacie w Trianon komitat znalazł się w granicach Czechosłowacji.
W wyniku pierwszego arbitrażu wiedeńskiego w 1938 r. południowe skrawki komitatu powróciły do Węgier i zostały połączona z pozostałą częścią komitatu Pozsony w nowy komitat Nyitra és Pozsony ze stolicą w Érsekújvár. Po drugiej wojnie światowej przywrócono granicę z 1938 r.
Obecnie teren komitatu jest podzielony pomiędzy kraj nitrzański, trnawski i trenczyński na Słowacji.
| Powiaty (járás)                             | Powiaty (járás)  |
| Powiat                                      | Siedziba władz   |
| ------------------------------------------- | ---------------- |
| Érsekújvár                                  | Nagysurány       |
| Galgóc                                      | Galgóc           |
| Miava                                       | Miava            |
| Nagytapolcsány                              | Nagytapolcsány   |
| Nyitra                                      | Nyitra           |
| Nyitrazsámbokrét                            | Nyitrazsámbokrét |
| Pöstyén                                     | Pöstyén          |
| Privigye                                    | Privigye         |
| Szakolca                                    | Holics           |
| Szenice                                     | Szenice          |
| Vágsellye                                   | Tornóc           |
| Vágújhely                                   | Vágújhely        |
| Miasta komitackie (rendezett tanácsú város) |                  |
| Érsekújvár                                  |                  |
| Nyitra                                      |                  |
| Szakolca                                    |                  |